# Міністерство зв'язку та інформатизації Республіки Білорусь
Міністерство зв'язку й інформатизації Республіки Білорусь (Мінзв'язку Білорусі) — відомство уряду Білорусі, уповноважене щодо регуляторної політики в сфері зв'язку.
Міністр зв'язку та інформатизації призначається і знімається з посади президентом. З 3 березня 2025 року займає посаду міністра Кирило Залеський.

## Склад
1. Центральний апарат — 4 управління, 7 відділів, 2 сектори і один департамент;
2. Підприємства «Белтелеком», «Белпошта», «Білоруський радіотелевізійний передавальний центр», «Белгиэ»[1] (Білоруська державна інспекція електрозв'язку), «Діпрозв'язок», «Інститут прикладних програмних систем», «Промзв'язок», «Мінсктелекамбуд», «Белсувязьбуд» і «Белрамбудсувязь»;
3. Вищий державний коледж зв'язку[2].

## Завдання
1. регулювання в сфері зв'язку;
2. розвиток зв'язку в країні;
3. створення мереж обробки і передачі даних;
4. розподіл використання радіочастот цивільними радіоелектронними засобами.

## Повноваження
1. схвалення відомчих постанов;
2. укладення міжнародних договорів в сфері зв'язку;
3. створення нарад;
4. клопотання про державні нагороди працівникам за розвиток зв'язку;
5. запит інформації в установах[3].

## Минуле
Після набуття Білоруссю незалежності 25 серпня 1991 року Міністерство зв'язку і інформатики більше 5 років продовжувала керуватися Постановою Верховної Ради БРСР від 16 липня 1990 р. № 129. Указом від 11 січня 1997 р. № 30 президент перетворив його в Міністерство зв'язку, а указом від 12 лютого 2004 р. № 66 надав йому нову положення і нинішню назву — Міністерство зв'язку та інформатизації.